# IMAP (우주선)
IMAP (Interstellar Mapping and Acceleration Probe)는 NASA의 태양권 탐사선이다. TIMED, 히노데, STEREO, 그리고 자기장 멀티 스케일 임무가 소속되어 있는 솔러 테레설 프로브 미션의 일환으로, 목적은 라그랑주 점 1에 위치해서 태양권, 우주선 등을 더 잘 알려주는 것이 목표이다.

## 역사
2017년 말, 이 탐사선이 솔러 테레설 프로브 미션에 제출되었다. 이후 예산이 발사 비용을 포함해 492백만 달러가 배정되었다. 현재, 연구가 진행 중이다.

## 발사
2024년 발사된다는 것만 공개되었다. 자세한 발사 장소는 아직 미정이다. 특이사항으로는 LSP의 일환으로 발사된다.

## 지원, 개발, 투자
- NASA
- GSFC
- SwRI
- 존스 홉킨스 대학교
- 프린스턴 대학교

## 같이 보기
- 우주간 경계 탐사 위성
- 에이스 위성
- 보이저 1호